# Anisia neglecta
Anisia neglecta là một loài ruồi trong họ Tachinidae.